# Адміралтейська контора
Головна будівля комплексу Адміралтейської контори, вул. К. Маркса, 17 — будинок, побудований у кінці XVIII століття в історичному центрі, в Вахітовському районі м. Казані. Є пам'яткою вулиці К. Маркса, об'єктом культурної спадщини і пам'яткою архітектури федерального значення.

## Опис
Цегляна двоповерхова будівля розташовується по червоній лінії вул. К. Маркса, в охоронній зоні Казанського кремля. У кутах по головному фасаду стіни раскреповані і рустовані горизонтальними смугами. Вікна портика пишно прикрашені вигадливими лиштвами. На загальному тлі барочного оформлення фасаду в рішенні окремих деталей застосовані елементи класичного стилю.

## Історія
Будівля була побудована в 1774 році казанським губернським архітектором В. І. Кафтиревим, який був автором першого регулярного (генерального) плану Казані 1768 року, складеного на виконання Указу імператриці Катерини II від 25 липня 1763 року «Про зроблення для всіх міст, їх будові і вулицям спеціальних планів по кожній губернії особливо». Цей план був «височайше конфірмований» 17 березня 1768 року та послужив основою для подальшого казанського містобудування.
Починаючи з 1836 року комплекс Адміралтейської контори займали різні медичні установи: 
в 1836 — 1880 рр. — в будівлі розміщувався Наказ громадського піклування;
в 1880 — 1917 рр. — Земська лікарня, в якій в грудні 1887 роки після спроби самогубства лікувався Альоша Пєшков (Максим Горький);
в 1917 — 1949 рр. — Перша казанська робоча лікарня;
в 1949 — 1985 рр. — Лікарня № 7;
в 1985 — 2012 рр. — Міський кардіологічний центр.
У лютому 2012 року будівля була передана ASG Інвестиційній групі компаній в рамках державно-приватного партнерства між мерією Казані і групою компаній ASG для спільної діяльності з розвитку казанської агломерації та участі ASG у роботі з відновлення та реконструкції історичного центру міста, укладеного 16 лютого 2012 року.

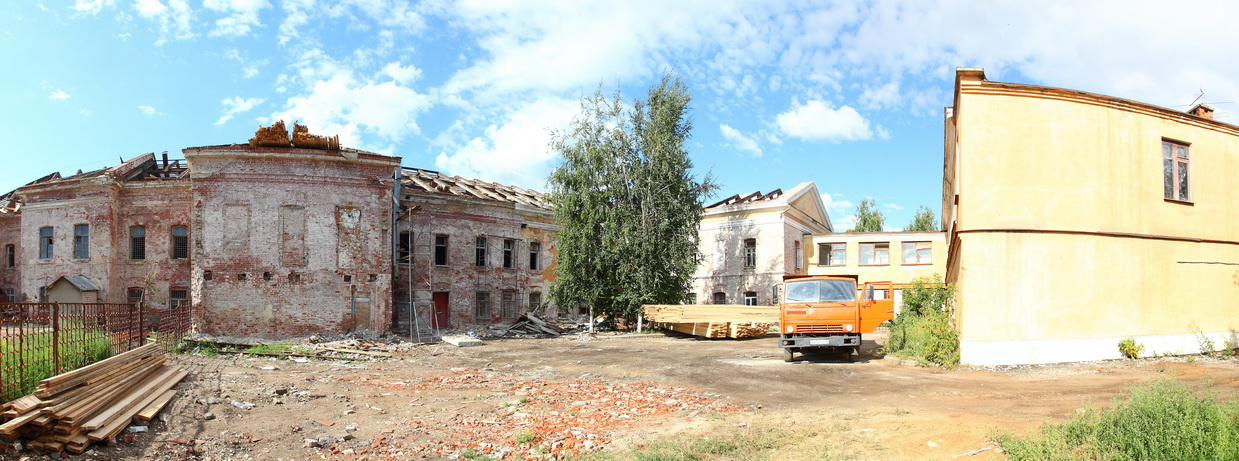
Адміралтейська контора на реставрації